# Aytac Şıxəlizadə
Aytac Şıxəlizadə  (geboren 1993 in Baku) ist eine aserbaidschanische Mezzosopranistin.

## Leben, Werk
2016 schloss Aytac Şıxəlizadə ihr Masterstudium an der Musikakademie Baku ab. Es folgte ein weiteres Masterstudium an der Universität für Musik und darstellende Kunst in Wien, wo Claudia Visca ihre Gesanglehrerin war. Bereits während der Ausbildung sammelte sie Bühnenerfahrungen, beispielsweise am Schlosstheater Schönbrunn als Olga in Eugen Onegin und als Charlotte in Werther oder als Solistin beim Gabala International Music Festival. 
Ab 2018 war Aytac Şıxəlizadə vier Jahre lang als Stipendiatin der Liz Mohn Kultur- und Musikstiftung Mitglied im Internationalen Opernstudio der Staatsoper Unter den Linden in Berlin. An diesem Haus verkörperte sie unter anderem die Schäferin in Jenůfa und die  Zweite Begleiterin der Dircé in Medea. Weitere Stipendien bekam sie vom aserbaidschanischen Präsidenten und von der Wiener Thyll-Dürr Stiftung. 
2018 gastierte sie im Rahmen einer konzertanten Aufführung als Isabella in L’italiana in Algeri an der Opéra Royal de Versailles. Es handelte sich eine Produktion der Salzburger Pfingstfestspiele, dirigiert von Jean-Christophe Spinosi. In der Spielzeit 2018/19 sang sie am Theater Dortmund die Nofretete in Echnaton von Philip Glass und die Rosina in Il barbiere di Siviglia. Am Stadttheater Klagenfurt übernahm sie verschiedene Rollen in Wagners Ring des Nibelungen, am Staatstheater Stuttgart gastierte sie als Ulrica in Verdis Un ballo in maschera und als Flosshilde in Wagners Rheingold. Bei den Bregenzer Festspielen war sie 2022 und 2023 auf der Seebühne als Suzuki in Madama Butterfly besetzt, 2023 zusätzlich auch im Festspielhaus als Giovanna in Verdis Ernani.

## Wettbewerbe
- 2012 Hope-Preis des International Byul-Byul Wettbewerbes
- 2014 Dritter Platz des russischen M. Magomaev International Vocalists Contest